# Кетцалькоатль

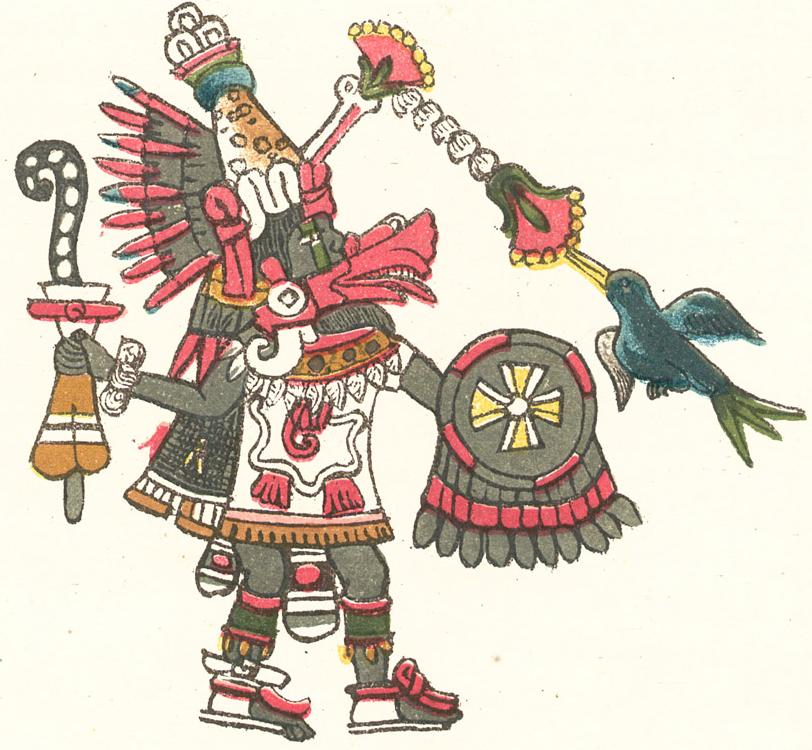
Изображение Кетцалькоатля из кодекса Мальябекиано (Codex Magliabechiano), XVI в.

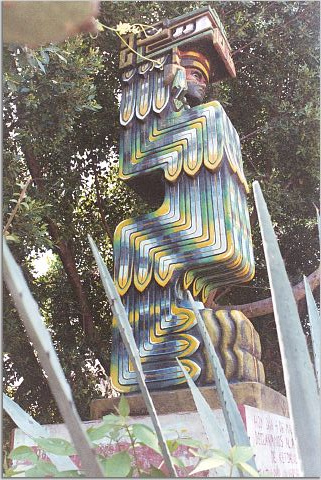
Современное изображение Кетцалькоатля

Кетцалькоатль (Кецалькоатль, Кетсалькоатль, аст. Quetzalcōātl — досл. «кетцаль-змей» или «оперённый змей»; исп. Quetzalcóatl; [ketsaɬˈko.aːtɬ]) — имя божества древней Америки, один из главных богов ацтекского пантеона и пантеонов других цивилизаций Центральной Америки, а также имя исторической личности.
Кетцалькоатль считается сыном богини Чимальмы (Чимальму). По одной из легенд, она зачала Кетцалькоатля, проглотив драгоценный камень жад. Кецаль (кетсаль, кетцаль, квезал) — небольшая птица с ярко-изумрудным оперением, которое высоко ценилось в традиционных культурах Америки. Кетцаль — древний символ свободолюбия: эта птица не живёт в неволе. Кроме того, в честь ацтекского бога получил своё имя кетцалькоатль (лат. Quetzalcoatlus) — вероятно, крупнейший представитель как отряда птерозавров, так и летающих животных за всю историю планеты.

## Происхождение
Корни культа Змея в Мезоамерике уходят в глубокую древность; первые изображения птицеподобных змей датируются периодом 1150—500 до н. э. Змея олицетворяла землю и растительность, но впервые змеи были изображены с перьями кетцаля в Теотиуакане около 150 года до н. э. Более детальные изображения найдены в храме Кетцалькоатля, построенном около 200 года до н. э., на которых можно видеть гремучую змею с длинными зелёными перьями кетцаля.
В Теотиуакане поклонялись Тлалоку, богу воды, в то время как Кетцалькоатль, как змея, олицетворял плодородие земли и был подчинен Тлалоку. После развития культа он стал самостоятельным. Со временем Кетцалькоатль слился с другими божествами и перенял их свойства. Кетцалькоатль часто ассоциировался с Эхекатлем (Ээкатлем), богом воздуха, олицетворяя силы природы, а также ассоциировался с «Утренней звездой» (Венерой) (под именем Тлауицкальпантекухтли, исп. Tlahuizcalpantecuhtli). Двойник (науаль, нагваль) и близнец Кетцалькоатля Шолотль — бог вечерней звезды, планеты Венера. Ночью он переправляет через глубины подземного мира с запада на восток солнечный диск. Кетцалькоатль стал воплощением дождя, божественных вод и ветров, в то время как Тлалок был богом подземных и озёрных вод, пещер и рек, а также растений. Кетцалькоатль стал одним из богов-создателей.
Влияние бога Теотиуакана распространилось и на майя, которые звали его Кукулькан (у юкатекских майя) или Кукумац (у горных майя (киче)) — эти имена тоже означают «Пернатый змей».

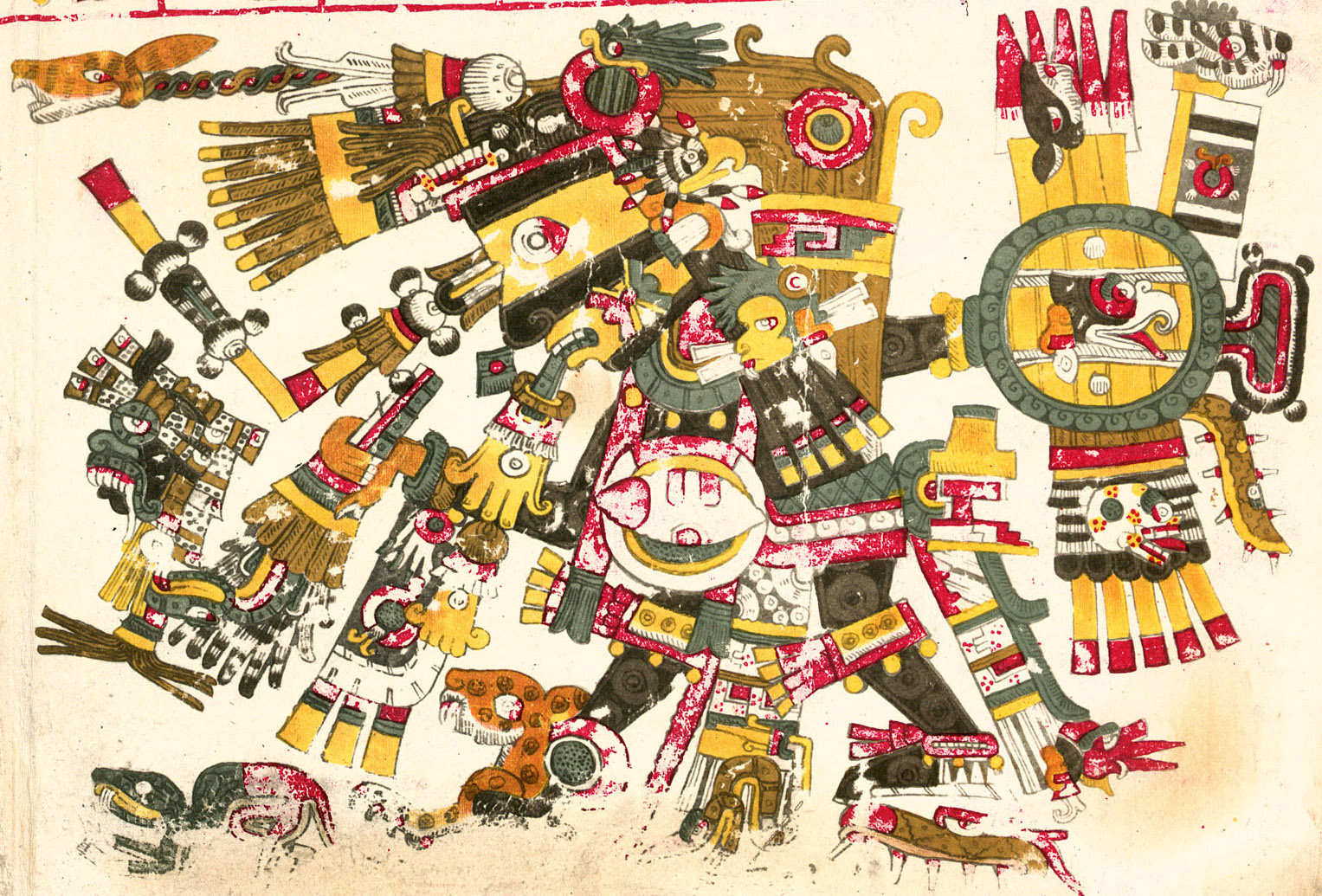
Тескатлипока чёрный, Кодекс Борджиа, XVI век

## Исторические личности
В Шочикалько (700—900 годы н. э.) правители стали связывать свою власть с именем Кетцалькоатля, изображения бога обрели больше человеческих черт. Со временем религию переняли тольтеки, и их правители стали использовать имя Кетцалькоатля. Тольтеки изображали Пернатого Бога человеком, обладающим божественными чертами, которые также связывают с их правителями. Самым известным из этих правителей был Се-Акатль Накшитль Топильцин Кетцалькоатль (науатль — Один Тростник Наш Повелитель Пернатый Змей) (923—47 либо 947—1000-е годы), легенды о котором практически неотделимы от легенд о Боге. В настоящее время наиболее признанной датой появления Кетцалькоатля в Туле (Толлане) считается 980-й год.
Согласно легендам, Кетцалькоатль правил в Туле более 20 лет. Великий правитель научил народ математике, медицине, астрономии, письму, ювелирному делу, ткачеству. С его именем связывалось изобретение шоколадного напитка, введение календаря с циклом в 52 года, изобретение канонов музыки и танца. Его синкретическая и пацифистская доктрина «тольтекойотля» («тольтекского духа») предусматривала запрет человеческих жертвоприношений, что категорически не принималось жреческой верхушкой. Чтобы ослабить недовольство отсутствием прежних кровавых ритуалов, правитель Толлана совершал публичное кровопускание собственной крови из ранок от уколов агавой. Сам Кецалькоатль воздействовал на соотечественников личным примером: вёл аскетический способ жизни, не гнушался физического труда, не употреблял опьяняющие напитки и сохранял целомудрие.
Преобразования Се Акатля Топильцина Кетцалькоатля встретили сопротивление консервативно настроенных жрецов традиционных культов, которые добились его изгнания из Тулы. Согласно традиции, этот уход произошёл по вине желавших (в отличие от великого правителя) введения обязательных человеческих жертвоприношений жрецов Уицилопочтли, Титлакауан и Тлакауэпан. Они воспользовались тем, что Кетцалькоатль был болен и предложили ему одурманивающее «лекарство» — алкогольный напиток октли. Приняв его, он обезумел и вступил в половую связь со своей сестрой Кетцальтепетль.
По одному из бытовавших преданий, он бросился в костёр и превратился в «Утреннюю звезду» — Венеру. Более популярная версия утверждает, что Кетцалькоатль достиг побережья «божественных вод» (современного Мексиканского залива), где построил «змеиный плот» и отправился на восток, в «центр моря». Прожив двадцать лет в Чолуле, он повёл своих соратников, которым было опасно оставаться на подконтрольной тольтекам территории, на земли, в которой угадывается полуостров Юкатан, где цивилизация классических майя доживала свои последние дни. О вторжении тольтеков на полуостров известно и из майяских сведений; тольтекским предводителем мог быть Топильцин Кетцалькоатль или кто-то из его сподвижников. Согласно Бартоломе де Лас Касасу, все двадцать вождей тольтеков подчинялись вождю Кукулькану, которого Диего де Ланда описывает как человека «добродушного, без жены и детей, почитавшегося после своего исхода из Мексики как бог».
Последний правитель Тулы, находясь в сложном внешнеполитическом положении, также принял имя Кетцалькоатля; разрушение города чичимеками в 1116 или 1174 («Семь Кролик») стало концом и его правления. Тольтеки связали Кетцалькоатля с собственным богом, Тецкатлипокой (Тескатлипокой), и сделали их равными соперниками и близнецами. В одной из легенд о Се Акатле говорится, что он считал своё лицо настолько безобразным, что отпустил длинную бороду, чтобы скрыть его, а позже стал носить белую маску. Легенда была несколько искажена, и Кетцалькоатля часто стали изображать белобородым человеком.

## Культ
Поклонение Кетцалькоатлю первоначально противостояло человеческим жертвоприношениям и включало принесение в жертву бабочек и колибри. Только в поздний период культа (когда влияние Кетцалькоатля как политика сошло на нет) в жертву приносили и людей.
У тольтеков противником Пернатого Змея был Тескатлипока, который отправил Кетцалькоатля в изгнание. По другой версии, Кетцалькоатль добровольно уплыл на плоту из змей, пообещав вернуться.
Когда ацтеки переняли культуру тольтеков, Тескатлипока и Кетцалькоатль стали равными друг другу соперниками; Кетцалькоатля также звали Белым Тескатлипокой, в противоположность Чёрному Тескатлипоке. Вместе они создали мир, при этом Тескатлипока потерял стопу.
Во время прибытия в новые земли Эрнана Кортеса в 1519 году индейцы считали, что во второй раз снизошёл обиженный правитель. На эту мысль их натолкнули главные атрибуты европейцев: внешность (наличие бороды, которую носил Кетцалькоатль, а также белый оттенок кожи), неведомые животные (лошади). Кортес использовал эту легенду, чтобы покорить ацтеков. (По мнению В. И. Гуляева, широко распространённая в литературе гипотеза об отождествлении ацтеками Кортеса с вернувшимся богом Кетцалькоатлем, неверна).